# Willem Hesselink
Willem Frederik Hesselink (Arnhem, 8 februari 1878 – Bennekom, 15 december 1973) was een Nederlands voetballer.

## Loopbaan
Met zijn oudere broer Herman Hesselink behoorde Willem Hesselink in 1892 tot een groep jonge oprichters van de Arnhemse voetbalclub Vitesse. Tot 1915 kwam hij met onderbrekingen voor het eerste elftal van deze ploeg uit. In 1898 speelde hij met Vitesse om het Nederlands landskampioenschap tegen RAP uit Amsterdam. Ondanks dat Hesselink scoorde ging deze wedstrijd met 4-2 verloren. Hij was in deze periode tevens een befaamd atleet en werd nationaal kampioen verspringen en touwtrekken. Van 1898 tot 1910 had hij met 6.10 meter het nationaal record verspringen in handen. Op de 1500 meter was hij Gelders kampioen.
In 1899 ging Hesselink scheikunde studeren in Leiden. Van 1899 tot 1901 kwam hij daarom uit voor HVV uit Den Haag, waarmee hij in 1900 en 1901 kampioen van Nederland werd. Voor de Haagse ploeg scoorde Hesselink 66 doelpunten in 54 duels. Hij kwam tevens uit voor het Bondselftal, de voorloper van het Nederlands elftal. Hij keerde kort terug bij Vitesse, maar verkaste in 1902 wegens studieredenen naar het Duitse München. Hesselink meldde zich aan bij Bayern München, dat op dat moment nog in een regionale competitie uitkwam. Binnen een jaar was hij naast speler tevens trainer en voorzitter van de vereniging.
Onder het driejarige voorzitterschap van Hesselink groeide het ledenaantal enorm. Honderden nieuwe leden meldden zich aan. Ook legde Hesselink de basis voor de jeugdopleiding. Onder zijn leiding werd het niveau van Bayern sterk verbeterd. In Zuid-Duitsland rondde hij zijn studie scheikunde af en promoveerde hij in 1904 in de filosofie. Op 26 september 1904 keerde hij naar Arnhem terug, om een week later voor ruim een half jaar naar Madeira te vertrekken. Zijn enige officiële interland voor Nederland speelde hij op 14 mei 1905 tegen België. Een dag later vestigde hij zich definitief in Arnhem.
Vervolgens lag de voetballoopbaan van Hesselink enige jaren stil. Hij keerde rond 1908 terug bij Vitesse. Van 1913 tot 1915 kwam de ploeg als Oostelijk kampioen drie achtereenvolgende seizoenen uit in de strijd om het landskampioenschap, echter zonder deze prijs daadwerkelijk te winnen. In 1915 stopte Hesselink met voetballen op het hoogste niveau. Hij was reeds actief als penningmeester en trainer van Vitesse en was van 1917 tot 1922 tevens voorzitter van de vereniging. In 1962 wordt Hesselink op zijn 84ste benoemd tot erevoorzitter van Vitesse
De bijnaam van Hesselink was Het Kanon, vanwege zijn snoeiharde schot. Ook werd hij De Dokter genoemd. Hij verscheen geregeld met een gebreide blauwe ijsmuts op het veld, onder andere in zijn enige interland. In Bayern had hij de bijnaam Führer der 1. Mannschaft en gefürchteter Torjäger. Hesselink was later directeur van de Keuringsdienst van Waren in Arnhem en in dienst van Justitie als getuige-deskundige. Hij was als scheikundige een expert op het gebied van bloedonderzoek, vingerafdrukken en schriftvergelijking en daardoor betrokken bij de onderzoeken naar verschillende moordzaken. Hesselink overleed in 1973 op 95-jarige leeftijd.